# Château de Laprée
Le château de Laprée est un château des XVIIIe et XIXe siècles situé à Quiestède, dans le Pas-de-Calais.
Depuis 1669, la terre de Laprée n’a jamais été vendue et s’est transmise dans la famille de Lencquesaing, presque toujours de père en fils aîné. Originaires du Hainaut, les Lencquesaing s’installèrent à Aire, dans l’Artois espagnol, au début du XVIIe siècle, y détenant longtemps l’office de receveur des domaines avant d’obtenir celui des aides d’Artois. Plusieurs ancêtres furent mayeurs d’Aire.
Les riches archives de la famille de Lencquesaing, conservées pour l'essentiel au château de Laprée (mais aussi dans le fonds Clouet des Pesruches aux Archives départementales du Pas-de-Calais) ont formé le sujet d'une étude portant sur les représentations et l'image de soi d'une famille noble en Artois sous l'Ancien Régime.

## Historique de la seigneurie de Laprée
La terre de Laprée dépendait de la seigneurie de Quiestède. Elle appartenait en 1425 à Jean de La Viéville dit Gauwain. 
Elle passa ensuite à une date inconnue aux Le Roy, une famille versée dans le droit et bien considérée à Aire. Mathieu Le Roy, licencié en droit et avocat en la cour spirituelle de Thérouanne, la possédait en 1505. Claude Le Roy, seigneur de Laprée, fut anobli en 1605. 

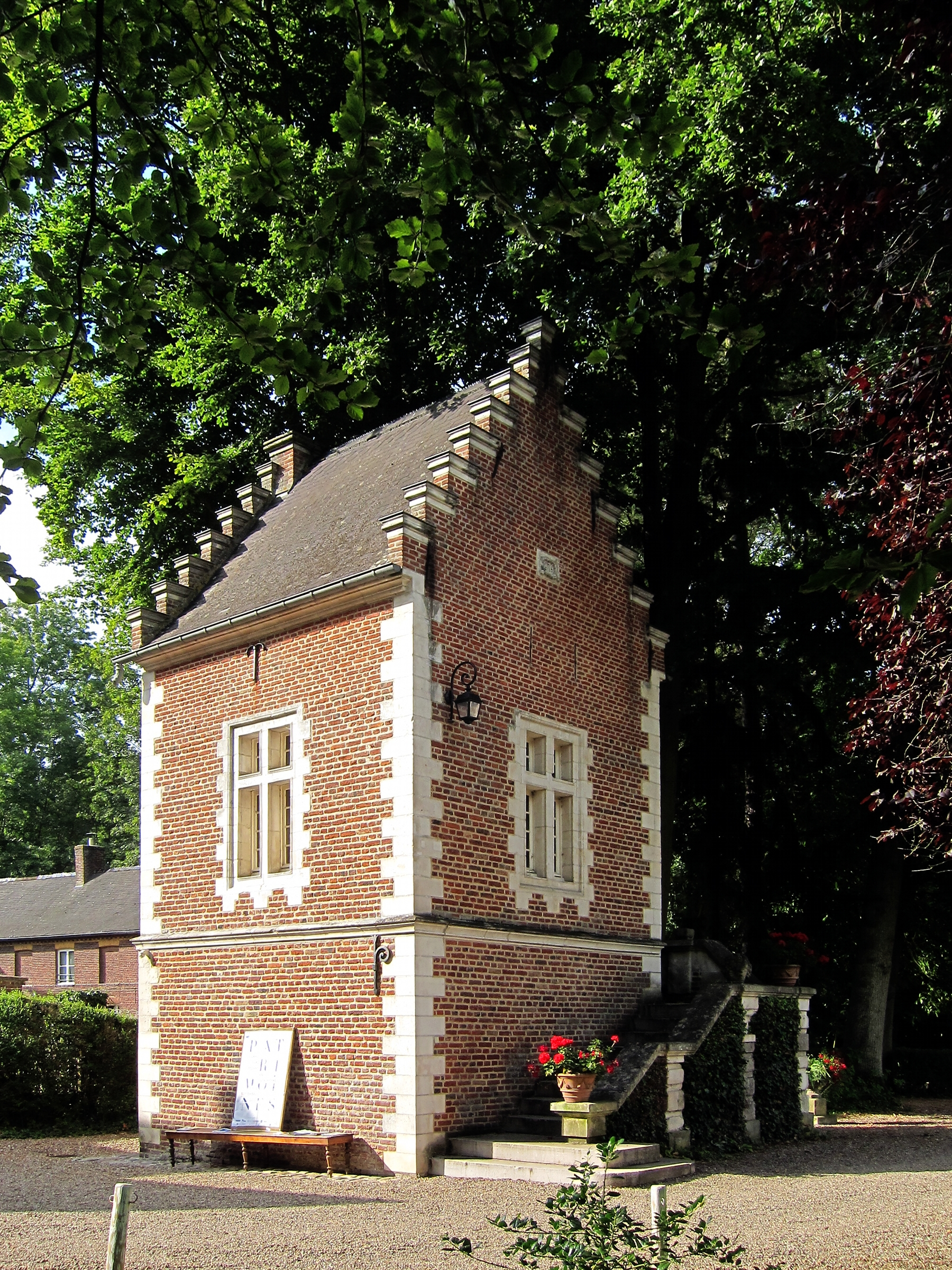
Le pavillon de 1676

La fortune très obérée délaissée par Eustache-François Le Roy obligea sa veuve et son fils à vendre les fief, terre et seigneurie de Laprée avec ses 80 mesures (une quarantaine d’hectares), les trois petits fiefs relevant d’elle, la maison seigneuriale et ses dépendances. Le tout fut adjugé par le conseil d’Artois en septembre 1669 à Jean-Jacques II de Lencquesaing (1629-1683), principal créancier de cette famille. En effet, en janvier 1663, Eustache-François Le Roy, échevin d’Aire, seigneur de Quiestède et de Laprée, lui avait acheté pour 7 000 florins la recette du domaine d’Aire et il avait incomplètement payé cet office quand la mort le surprit.
L’acquisition de la terre de Laprée et de son vieux château féodal fermé par des fossés et un pont-levis est fortement symbolique de l’état de son nouveau possesseur : en effet, Jean-Jacques II de Lencquesaing, receveur des aides d’Artois et mayeur d’Aire, venait d’être anobli par le roi d’Espagne Philippe IV (1661), en mémoire des services éminents rendus par son père au cours des sièges d’Aire de 1641. Il fit entreprendre des travaux d’importance en 1676, comme l’atteste le cartouche en haut du bâtiment appelé à tort « pigeonnier ».
Les Lencquesaing continuèrent à vivre à Aire et ne vinrent que de temps à autre à Laprée, s’y réfugiant sans doute lors des terribles sièges de leur ville, en juillet 1676 et en septembre 1710. En 1684, le contrat de mariage de Georges-Louis Werbier, grand bailli d’Aire, et de Marie-Anne-Joseph de Lencquesaing, fille de Jean-Jacques II (mort l’année précédente), fut signé au château de Laprée pour marquer la solennité de l’événement. 
À la mort de François-Jean-Jacques (1670-1720), mayeur d’Aire - il a présenté au roi Louis XIV les plans de l’actuel hôtel de ville -, le château, abandonné à des fermiers était dans un état funeste : ses fondations s’enfonçaient en effet dans la vase qui recouvrait complètement les fossés.

## 1740: construction du château
L'actuel château de Laprée a été construit en 1740 par Dominique-Jean-Jacques de Lencquesaing (1706-1776), futur grand bailli de Saint-Omer, sur les plans du géomètre arpenteur audomarois Jean-Louis Chipart. 
C'est l'incendie de leur maison à Saint-Omer en 1737 qui a déterminé le seigneur de Laprée et son épouse, Marie-Josèphe-Eugénie Dupuich (de Mesplau) (1709-1748) à le bâtir.
Jean-Louis Chipart conçut ici un charmant bâtiment de briques et de pierres avec un soubassement en grès et un grand toit d’ardoises bleutées, entre une cour très spacieuse et un jardin, séparé du reste du domaine par des fossés poissonneux. 
L’architecte distingua les trois fonctions que devait remplir la nouvelle demeure : la réception avec une salle à manger et un salon de compagnie au rez-de-chaussée ; l’intimité (avec des chambres conçues comme de petits appartements et des commodités « anglaises ») ; les services de la cuisine et les logements des domestiques (valet, servante, cuisinière), rejetés dans des communs. Les dépendances étaient importantes : chambres des domestiques, maison et chambres de la basse-cour, boulangerie, grange et remise des carrosses dans la basse-cour, petites étables, plusieurs écuries, poulailler…
La réalisation des jardins, dont le principal était délimité par des fossés en eau, avait été confié à « maître May ».
Le peintre lillois van Mine livra des toiles peintes à la fresque pour le salon de compagnie : elles représentent un foisonnant paysage rupestre aux dominantes de vert et de gris : elles ont été commandées par Dominique-Jean-Jacques de Lencquesaing sans doute dans la perspective du mariage d’une de ses filles. Le salon de musique voisin a conservé aussi sa riche décoration en plâtre dit de Saint-Omer, technique de sculpture également visible au château de Clarques.
Une petite chapelle est attenante au château. Sous l’Ancien Régime, la chapelle castrale affirme une différenciation sociale, la proximité symbolique entre la dignité seigneuriale et l’ordre divin et fait du château un espace à part, quasi-sacré. 
Il existait une chapelle attenante à l’ancienne maison forte car en octobre 1682 l’évêque de Boulogne, Claude Le Tonnelier de Breteuil, permit à Jean-Jacques II d’y entendre la messe. En renouvelant en 1741 l’autorisation pour le petit-fils, l'évêque Auguste-César d’Hervilly de Devise faisait allusion à la vétusté de l’oratoire existant et ne donna son autorisation qu’à la condition que les messes seraient dites dans la nouvelle chapelle que l’impétrant allait construire. Dominique-Jean-Jacques la reconstruisit donc ou la restaura. 
Les lourdes portes de cette chapelle s’ouvrent sur le salon de compagnie, le lieu de sociabilité de la maison. Construite en briques et pierres blanches, trois pans coupés forment son chœur et deux fenêtres à petits carreaux l’éclairent. L’intérieur est entièrement blanc et quatre fausses colonnes de pierre surmontées de beaux chapiteaux profondément sculptés entourent l’autel. La voûte surbaissée est ornée de larges nervures qui se rejoignent autour d’une trappe qui ouvre sous le toit. L’autel, le tabernacle, les deux reliquaires - ils font de tout le château un espace sacré - sont en bois et ont été sculptés par l’atelier de Piette, famille de sculpteurs audomarois entrée dans la postérité avec la réalisation du somptueux buffet d’orgue de la cathédrale de Saint-Omer.
Laprée reste longtemps un château neuf construit dans un château vieux à demi détruit : Dominique-Jean-Jacques de Lencquesaing écrit en effet en 1745 que des ouvriers avaient recouvert de tuiles le « vieux quartier » de son château. Il a pris soin de conserver une vieille tour, un symbole féodal qui attestait de sa dignité et de l’ancienneté de la famille, sa porte cochère, son pont-levis, ses douves en eau... 
Le domaine de Laprée est tout de même estimé à 45 500 livres à la mort de son bâtisseur en 1776.
Si Dominique-Jean-Jacuqes de Lencquesaing a fait de Laprée son unique résidence, il n'en est pas de même pour son fils, Louis-Dominique-Eustache (1734-1805), capitaine au régiment de Navarre puis grand bailli de Saint-Omer (à la suite de son père), époux de Marie-Cécile-Joseph Aronio, l'un des plus beaux partis de Lille. Le ménage se partage entre Lille-Esquermes, le château de Molpas à Mérignies (hérité des Dubois de Chocques) et Laprée à la belle saison.
Le château traverse sans dommages majeurs la Révolution.

## Les profondes transformations duXIXesiècle

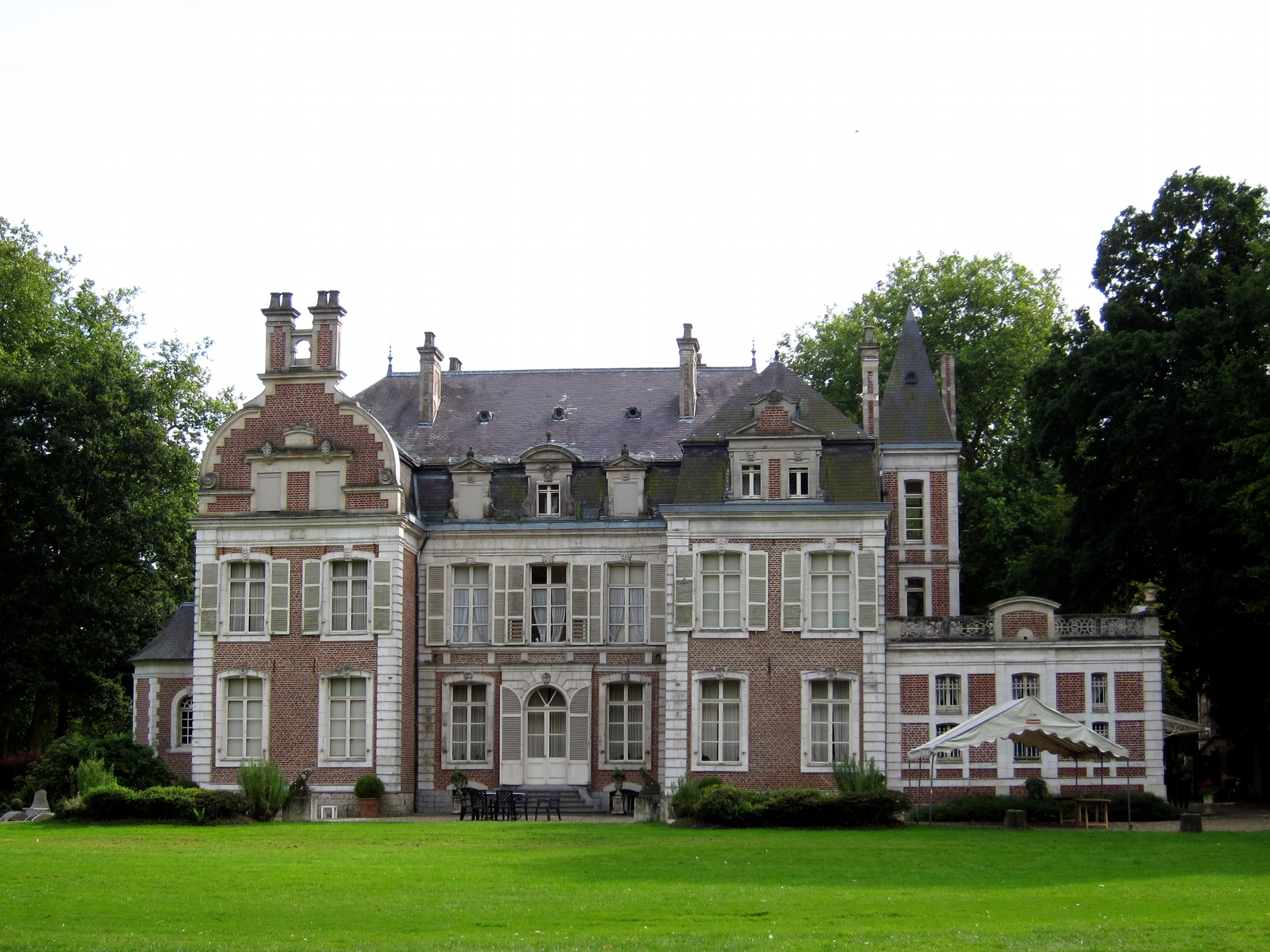
L'arrière du château

En 1811, le château n’est pas seulement restauré : il est aussi achevé avec vraisemblablement l’édification de l’aile gauche. Louis-Dominique-Joseph (1763-1854) ne l’habita pourtant guère, préférant son bel hôtel Petipas de Walle à Lille (au 122, rue de l'Hôpital-Militaire). L’aile gauche était achevée à hauteur du premier étage lorsque les travaux ont été interrompus par l’hiver. Au printemps, on s’est alors aperçu que les fondations trop peu soigneusement pilotées avaient fléchi, ce qui explique aujourd’hui la légère déclivité du bâtiment. Cette aile nouvelle abrita une cuisine, une chambre d’amis au rez-de-chaussée et trois chambres à l’étage.
Dans la première moitié du XIXe siècle, Louis-Dominique-Arthur de Lencquesaing (1809-1887) arasa les symboles féodaux (pont-levis, douves, tour), repensa profondément les intérieurs du château, et redessina le parc à l'anglaise. Les salles du rez-de-chaussée (vestibule, salle à manger, salon de compagnie et salon de musique) furent également profondément remaniées. Le vestibule fut agrandi et le grand escalier en pierre de Marquise remplacé par un escalier circulaire de bois, posé cette fois en retrait du vestibule. Seuls des fragments des boiseries de la chambre à manger du XVIIIe siècle sont encore visibles.
En 1892, Albéric-Louis de Lencquesaing (1851-1936) fit élever le second étage et démolit l’ancien grand toit. Il s'agissait de loger convenablement à la fois sa famille nombreuse (qu'il a fondée à la suite de son mariage en 1882 avec Marie-Antoinette d'Hespel de Flencques (famille d'Hespel)) et une domesticité plus importante. Le projet de l'architecte hesdinois Clovis Normand d’élever quatre pignons à gradins rappelant ceux du pigeonnier ne plut guère. Il revit son projet et  proposa alors quatre pignons arrondis. À cause de la solidité relative des fondations de l’aile gauche, on se contenta finalement d’édifier deux modestes pignons. Un bâtiment bas solidement piloté et orné d’une balustrade et de vases de terre cuite s’appuie sur l’aile gauche pour la renforcer et abrita bientôt la cuisine. Dans la tourelle carrée qui le surplombe court un escalier de service. À la même époque, les communs furent agrandis et un nouveau bâtiment (le « pavillon » actuel) accueillit une sellerie, des écuries et des remises.

## Les jardins
Le visiteur pouvait sans doute pénétrer autrefois dans la propriété par une grande avenue plantée d’ormes qui longeait la rivière Melde à partir du bas de la côte appelé « Pont-à-Ham » : après l’avoir traversée, il s’engageait dans le parc et il parvenait devant le château après avoir traversé « Le Petit Bois ». L’avenue principale existait déjà au XVIIIe siècle et, comme aujourd’hui, était plantée de chaque côté d’une rangée d’ormes. Mais elle aboutissait alors à une imposante porte cochère au rude soubassement de grès, couverte d’ardoises. 
Au XVIIIe siècle, maître May, jardinier, travailla assidûment dans les jardins, fermés par des fossés poissonneux. Ils formaient symboliquement une barrière végétale face au monde paysan. Au XVIIIe siècle, ils étaient organisés à la française (des jardins « boulingrins » (ce mot est entré dans la langue française sous Louis XIV, venant des mots anglais bowling et green) qui sont de grands carrés de pelouse bordés de buis). Dominique-Jean-Jacques de Lencquesaing s’exerça à l’arboriculture fruitière (comme son grand-père Jean-Jacques II) et organisa des escadrons serrés d’arbres, créa une pépinière, fit planter des pommiers, des cerisiers et des chênes, essaya même de faire pousser des arbres plus « exotiques » : un abricotier, des pêchés et des brugnoniers... Il acheta régulièrement des « espriaux », c’est-à-dire des petits arbres montants, ormes ou peupliers blancs. 
Il agrandit son domaine avec l’achat en 1768 du château voisin de Lescoire (toujours dans la famille de Lencquesaing), accessible du parc, puis du château-ferme de Rond, un peu plus éloigné de Laprée. 
Au XIXe siècle, les jardins sont repensés pour remplir la vue depuis les pièces de réception du château et sont retracés à l’anglaise de part et d’autre de la rivière, la Melde, et de ses frémissements argentés. Une île artificielle se trouvait alors sur la rivière. 
Louis-Dominique-Arthur de Lencquesaing décida, sans doute vers 1864, de combler les fossés du château et, du vaste creux causé par l’extraction de la terre nécessaire, il fit disparaître l’île sur la Melde et aménagea l’actuel étang.
Le parc du château de Laprée est inscrit au pré-inventaire des jardins remarquables (le parc, l'étang et le jardin potager)

## Laprée aujourd'hui
Le château de Laprée a été restauré dans les années 1980 par le général Hervé de Lencquesaing (1920-1990) et son épouse.
En 2009, une restauration entreprise par Edouard-François de Lencquesaing (né en 1949) et son épouse a permis de retrouver les proportions originelles du vestibule.
Le château de Laprée est ainsi toujours dans la famille de son bâtisseur. Il se visite à l'occasion des Journées du Patrimoine. 
Il conserve également d'exceptionnelles archives intéressant l'histoire des provinces du Nord sous l'Ancien Régime. 
Les façades et la toiture du pavillon daté 1676 sont inscrites à l'inventaire supplémentaire des monuments historiques depuis 1986.